# Арони, Сэмюэл
Сэмюэл Арони (англ. Samuel Aroni, первоначально Самуил Давидович Червинский; 26 мая 1927, Кишинёв — 20 апреля 2022, Вудленд-Хиллз, Калифорния) — американский инженер-строитель, учёный в области материаловедения, градостроительства и строительных технологий.

## Биография
Родился в Кишинёве в состоятельной семье Давида Ароновича Червинского и Клары Лейбовны Апотекер. Его дед, Лейб Апотекер, был занят в производстве кожаных и шерстяных изделий и был одним из самых крупных мануфактурщиков города; отец после женитьбы состоял партнёром в компании тестя. В семье говорили главным образом на русском языке, позже Самуил выучил также румынский и идиш. В 1941 году вместе с родителями и родственниками был заключён в Кишинёвское гетто. В октябре 1941 года родителям удалось договориться с тремя румынскими охранниками о помощи в побеге из гетто в обмен на спрятанные у них драгоценности (вторую часть выкупа должен был передать их бухарестский родственник в случае успешного побега). 15 октября 1941 года Самуил Червинский с родителями и шестилетним братом Шрагой, а также дядей и тётей, были выведены из гетто через проём в заборе, перевезены на железнодорожный вокзал и с подложными документами переправлены в Бухарест. Каждый из членов семьи укрывался отдельно у местных знакомых, затем вместе на специально подготовленной квартире. 24 ноября 1941 года родители и другие взрослые были арестованы по доносу и депортированы в Транснистрию (лагерь Доманёвки), тогда как Самуил с братом бежали и укрылись у румынских родственников в Бухаресте, затем в Галаце. 9 июля 1944 года им удалось попасть на нелегально покинувшее Констанцу судно «Казбек» и через Турцию прибыть в подмандатную Палестину. Все оставшиеся в Кишинёвском гетто родственники, включая бабушку и дедушку, были убиты.
В 1954 году окончил Мельбурнский университет по специальности инженера-строителя, в 1954—1956 году прошёл курс градостроительства и регионального планирования там же. В 1955—1963 годах преподавал в Мельбурнском университете. В 1965 году получил степень магистра в области строительной инженерии и механики в Калифорнийском университете в Беркли, в 1966 году там же защитил диссертацию доктора философии («Slender Prestressed Concrete Columns»), изданную в 1967 году отдельным изданием.
В 1966—1967 годах — доцент в Городском колледже Сан-Франциско, в 1967—1970 годах — научный сотрудник Американской цементной компании в Ривердейле, с 1970 года — профессор Школы архитектуры и градостроительства в Калифорнийском университете в Лос-Анджелесе (Graduate School of Architecture and Urban Planning, в 1974—1975 и 1983—1985 годах — декан этой школы). С 1991 года — эмеритированный профессор и директор кооперативных академических проектов там же.
Основные труды — в области городского и регионального планирования, материаловедения и строительной механики. Перевёл с русского языка монографию В. В. Болотина «Статистические методы в строительной механике» (Statistical Methods in Structural Mechanics, Holden-Day, Inc., 1969, 240 pp.).
В 1995 году опубликовал книгу воспоминаний о заключении и побеге из Кишинёвского гетто во время Второй мировой войны «Memories of the Holocaust: Kishinev (Chisinau) 1941—1944» (Лос-Анджелес: UCLA, International Studies and Overseas Programs ISOP, 1995, 156 pp.).
Жена (с 1956 года) — Малка Корнфельд; две дочери — Мириам и Рут.

## Под редакцией С. Арони
- Joint U.S.—Romanian Seminar on Earthquakes and Energy, Bucharest, 2—9 September, 1985. Architectural Research Centers Consortium, Inc., Washington D.C., Three Volumes, 1987.
- The Policy Impact of Universities in Developing Regions (with Fred Lazin and Yehuda Gradus). Macmillan Press, 1988. — 251 pp.
- Proceedings, Natural Disasters — Agenda for Future Action. UCLA International Conference, July 10—12, 1991. — 149 pp.
- Autoclaved Aerated Concrete — Properties, Testing and Design. RILEM Recommended Practice, E & FN Spon, 1993. — 404 pp.
- Proceedings, The Sixth INRUDA International Symposium on the Role of Universities in Developing Areas — Partnerships in Development: Technology & Social Scinces, Universities, Industry & Government. Paris, France, 8th—11th June, 1999 (with John Hawkins). ESTP, 1999. — 427 pp.

## Книги
- Expansive Cements and Expanding Concrete. Department of Civil Engineering, Division of Structural Engineering and Structural Mechanics, University of California, 1966. — 74 pp.
- Slender Prestressed Concrete Columns. University of California, Berkeley, 1966. — 636 pp.
- The Ecology of Housing. School of Architecture and Urban Planning, University of California, Los Angeles, 1974. — 74 pp.
- Canyon Flooding in Southern California. The Group, 1974. — 152 pp.
- Condominium Development in the USA: An Overview and a Survey (with Yona Faitelson). School of Architecture and Urban Planning, University of California, 1975. — 82 pp.
- Structures. School of Architecture and Urban Planning, UCLA, 1978. — 410 pp.
- Public Housing in Los Angeles: A Social Study (with Shlomo Hasson). School of Architecture and Urban Planning, University of California, 1979. — 250 pp.
- The Implementation of Low-income Housing in the United States: The Case of Section 8 Existing Housing (with Frederick A. Lazin). Graduate School of Architecture and Urban Planning, University of California, Los Angeles, 1982. — 138 pp.
- The Existing Section 8 Program and the Housing Assistance Plans: A Case Study of Los Angeles and HUD, 1975—1980 (with Frederick A. Lazin). Graduate School of Architecture and Urban Planning, University of California, 1983. — 110 pp[13].
- Memories of the Holocaust: Kishinev (Chisinau) 1941—1944. University of California, Los Angeles, International Studies and Overseas Programs, 1995. — 172 pp.